# Amanite argentée
Amanita argentea
Espèce
L'amanite argentée (Amanita argentea) ou amanite de Maire (Amanita mairei) est une espèce de champignon de la famille des Amanitaceae.